# École supérieure de ballet du Québec
 (avril 2021).
Si vous disposez d'ouvrages ou d'articles de référence ou si vous connaissez des sites web de qualité traitant du thème abordé ici, merci de compléter l'article en donnant les références utiles à sa vérifiabilité et en les liant à la section « Notes et références ».
L'École supérieure de ballet du Québec (ESBQ) est une institution d'enseignement dont la mission première est de former des danseurs professionnels de niveaux national et international. Elle a pour vocation l'enseignement du ballet répondant à tous les critères internationaux. Cet enseignement professionnel prend des formes extrêmement diverses, intégrant tous les degrés d'apprentissage qui permettent de maîtriser les techniques, les connaissances et les moyens d'expression nécessaires à une pratique professionnelle de haut niveau.